# ليلي هوي برايس
ليلي هوي برايس هي مؤرخة كندية، ولدت في 1930.